# Thema Mundi

El Thema Mundi.

El Thema Mundi (Tema Mundial, aunque también signifique Carta Mundial), fue un horóscopo mítico usado en la astrología helenística que representa las supuestas posiciones de los  siete primeros astros visibles al principio del universo. Pretendía ejemplificar la lógica detrás de las exaltaciones y casas astronómicas de los signos zodiacales, y significados de los aspectos, entre otras cosas. Su naturaleza puramente simbólica es fácilmente percibida por las posiciones imposibles de Venus y Mercurio en él. En la Edad Media tardía hubo confusiones entre un horóscopo del mundo y esta carta, relativamente homónima.
La carta significativamente diverge de la teoría de que las casas astronómicas y los signos son directamente correlativos. La astrología moderna asume que Aries, el primer signo, transporta su carácter a la primera casa. En cambio, el Thema Mundi tiene Cáncer en el ascendente, sugiriendo que la naturaleza, más que ser agresiva (en correspondencia a Aries y Marte), es solidaria (en acuerdo con el simbolismo de Cáncer y la Luna).

## Estructura
El Thema Mundi muestra:
- La elevación de Cáncer, con la Luna en Cáncer
- El Sol en Leo
- Mercurio en Virgo
- Venus en Libra
- Marte en Escorpio
- Júpiter en Sagitario
- Saturno en Capricornio

## Razonalidad
La estructura del Thema Mundi proporcionó un respaldo para muchos de los conceptos en la astrología helenística.

### Domicilios planetarios
El Sol y la Luna, las dos luminarias, están asignadas a las dos signos que corresponden a los tiempos más brillantes y tibios del año en el Hemisferio Norte, Cáncer y Leo. Los otros planetas están asignados a signos reduciendo a la mitad el zodíaco entre Cáncer y Leo y asignando cada planeta a una señal en la mitad solar y otra en la mitad lunar. Mercurio está asignado a las dos señales al lado de las luminarias, Gemini y Virgo, porque él nunca viaja más de un signo lejos del Sol. Venus está asignado a los próximos dos signos, Tauro y Libra, porque nunca consigue más de dos signos lejos. Júpiter y Marte están asignados a sus signos Sagitario y Piscis, y Aries y Escorpio, respectivamente. Finalmente, Saturno está asignado a Capricornio y Acuario debido al frío y ausencia de brillo durante este tiempo del año.

### Aspectos Astrológicos
La naturaleza de los aspectos astrológicos están determinados por la configuración de los planetas en torno a las luminarias en el Thema Mundi. En él, los aspectos hechos por los planetas correlacionan con su clasificación benéfica o maléfica.
- Saturno hace una oposición (180°) a la Luna, por tanto la oposición se dice ser la naturaleza de Saturno. Saturno es el más grande de los dos maléficos, así pues la oposición es el más negativo y nocivo de los dos aspectos negativos.
- Marte hace una cuadratura (90°) al Sol, así que la cuadratura se dice ser la naturaleza de Marte. Marte es el menos maléfico, así que la cuadratura es el menos negativo de los dos aspectos.
- Júpiter está haciendo un trígono (120°) al Sol, así que el trígono es la naturaleza de Júpiter. Dado que Júpiter es el más grande de los dos benéficos, el trígono se dice ser el aspecto positivo más deseable.
- Venus está haciendo un sextil (60°) al Sol, y por ello el sextil es la naturaleza de Venus, el más débil del dos benéficos.
- Mercurio está haciendo un semisextil (30°) al Sol y a Venus, junto con un sextil a ambos la Luna y Marte.